# Струнный мост (Петах-Тиква)
«Струнный мост» (ивр. גשר המיתרים‎) — пешеходный вантовый мост над улицей Жаботински в Петах-Тикве, Израиль. Построен в 2006 году архитектором Сантьяго Калатравой. Мост соединяет больничный комплекс «Бейлинсон» с крупнейшим торговым центром в Петах-Тикве «Большой Каньон» (ивр. הקניון הגדול‎), а также с новым парком Петах-Тиквы. Позже, в 2008 году Калатрава построил в Иерусалиме трамвайный мост по схожему проекту.
Мост имеет форму латинской буквы «Y». Один из «рогов» моста подходит прямо к входу в «Большой каньон», а другой — в новый парк Петах-Тиквы. Мост спроектирован таким образом, чтобы максимально облегчить пользование им людьми с ограниченными возможностями. Со стороны торгового центра и парка доступ на мост обеспечен с помощью пандусов, а со стороны больницы «Бейлинсон» установлен лифт, который доставляет людей с тротуара на уровень моста.
Наклонная опорная мачта, установленная у сопряжения «рогов», и полотно моста уравновешивают друг друга с помощью 31 струны, натянутых между мачтой и соответствующими сегментами моста. Струны распределены следующим образом: 10 струн поддерживают центральный пролёт над проезжей частью улицы Жаботински, и по 9 струн с каждой стороны поддерживают оба «рога» буквы «Y». Три дополнительные вертикальные струны поддерживают мачту пилона в наклонном состоянии. Мост выполнен из конструкционной стали, покрытие моста выполнено из стекла. В ночное время мост подсвечен лампами, меняющими цвет.
Мост был открыт в августе 2006 года, однако начало его эксплуатации было отложено на несколько месяцев из-за судебной тяжбы между муниципалитетом Петах-Тиквы и владельцем земельного участка, на котором стоит один из «рогов» моста.
До постройки Струнного моста жители Петах-Тиквы пользовались пешеходным мостом в форме подковы, который был снесён вскоре после введения нового моста в эксплуатацию.
В августе 2024 года мост получил название мост Операции «Арнон» (ивр. גשר מבצע ארנון‎) — в честь операции по освобождению заложников, в свою очередь получившей имя её командира, погибшего в её ходе.

## Галерея
- Струнный мост и «Большой каньон»
- Лифт моста
- Скамейки и крепления струн
- Вид ночью с подсветкой